# Comuna Leliuhivka, Novi Sanjarî
Leliuhivka (în ucraineană Лелюхівка) este o comună în raionul Novi Sanjarî, regiunea Poltava, Ucraina, formată din satele Leliuhivka (reședința) și Zabridkî.

## Demografie
Componența lingvistică a comunei Leliuhivka
     Ucraineană (95,18%)
     Rusă (3,27%)
     Alte limbi (0,6%)
Conform recensământului din 2001, majoritatea populației comunei Leliuhivka era vorbitoare de ucraineană (95,18%), existând în minoritate și vorbitori de rusă (3,27%).